# Vuurtoren van Gibbs Hill
De vuurtoren van Gibbs Hill is de grootste van de twee vuurtorens op de Bermuda-eilanden. Het was een van de eerste vuurtorens ter wereld die van gietijzer werd gemaakt. De toren heeft een hoogte van 36 meter, maar vanwege zijn locatie op een heuvel bevindt het licht zich op 108 meter boven zeeniveau, waardoor het zichtbaar is tot op een afstand van 48 km.
De vuurtoren werd in gebruik genomen in 1846 en in 1904 werd een fresnellens geplaatst. Tot 1964 werd het licht met de hand draaiende gehouden. In 1987 werd er een radarinstallatie op de toren gezet.
In de voormalige beheerderswoning is nu een restaurant gevestigd, Lighthouse Tea Room genaamd. De toren zelf is een toeristische attractie.